# Amphisbetetus norrisi
Amphisbetetus norrisi là một loài ruồi trong họ Asilidae. Amphisbetetus norrisi được Paramonov miêu tả năm 1966. Loài này phân bố ở miền Australasia.